# Amazonedwergral
De Amazonedwergral (Laterallus exilis) is een vogel uit de familie van de Rallen, koeten en waterhoentjes (Rallidae).

## Verspreiding en leefgebied
Deze soort komt voor in Guatemala via het Amazonebekken en zuidoostelijk Zuid-Amerika.

## Status
De grootte van de populatie is in 2019 geschat op 0,5-5 miljoen volwassen vogels. Op de Rode lijst van de IUCN heeft deze soort de status niet bedreigd.

## Externe link

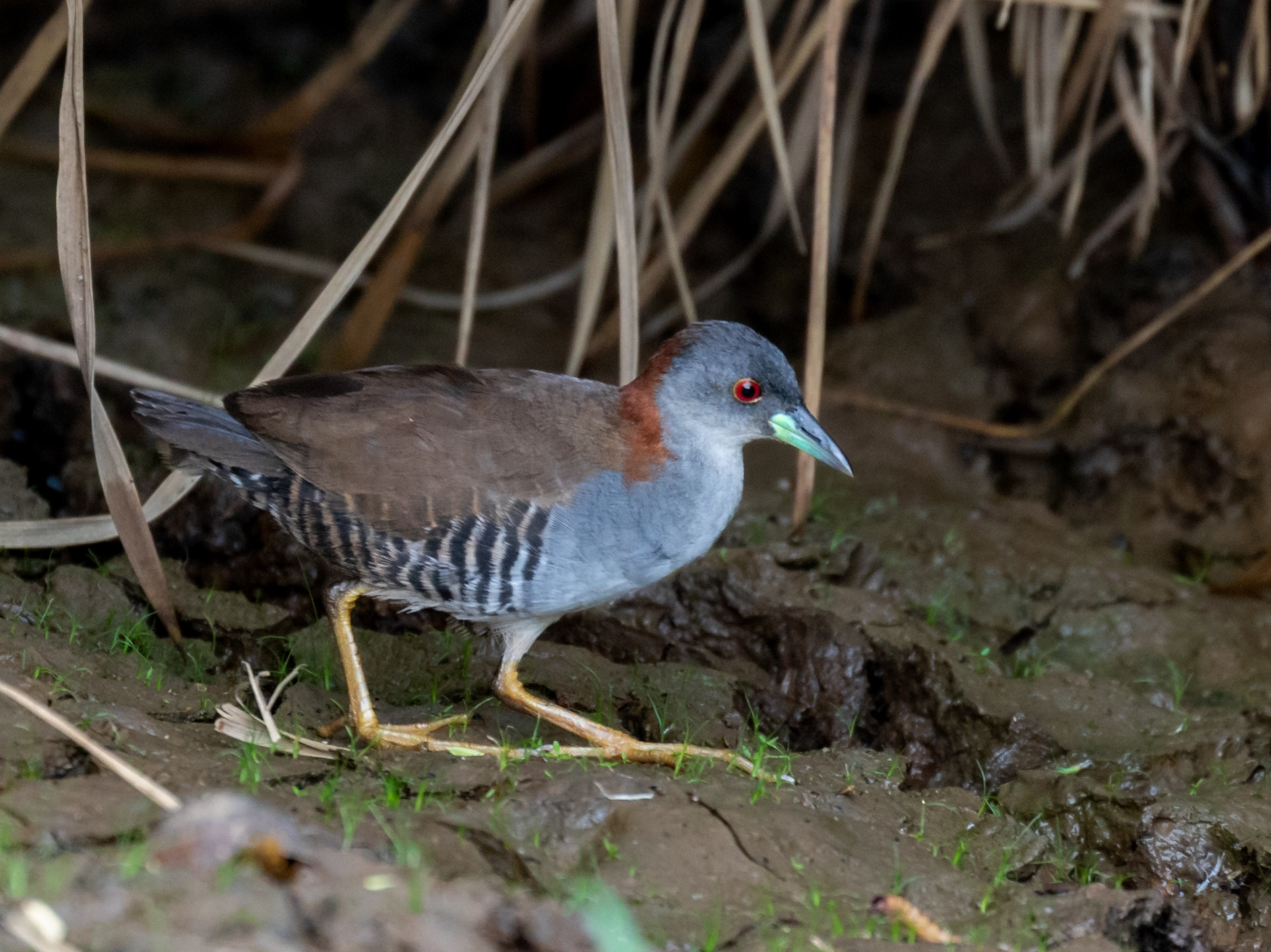